# ميخائيل رامزي
ميخائيل رامزي (بالإنجليزية: Michael Ramsey)‏ هو عالم عقيدة وسياسي بريطاني، ولد في 14 نوفمبر 1904 في كامبريدج في المملكة المتحدة، وتوفي في 23 أبريل 1988 في أكسفورد في المملكة المتحدة.

## مناصب
- انتخب أسقف (29 سبتمبر 1952 – ).
- انتخب عضو مجلس الشورى البريطاني.
- انتخب Bishop of Durham [الإنجليزية]‏ (1952 – 1956).
- انتخب رئيس أساقفة يورك (1956 – 1961).
- انتخب أسقف كانتربري (1961 – 1974).

## روابط خارجية
- ميخائيل رامزي على موقع الموسوعة البريطانية (الإنجليزية)
- ميخائيل رامزي على موقع مونزينجر (الألمانية)